# Justicia guianensis
Justicia guianensis är en akantusväxtart som först beskrevs av N.E. Brown, och fick sitt nu gällande namn av D.C. Wasshausen. Justicia guianensis ingår i släktet Justicia och familjen akantusväxter. Inga underarter finns listade i Catalogue of Life.